# Vrijheid van Amsterdam
Stoeptegels Vrijheid van Amsterdam is een project om het vrije gedachtegoed binnen die stad onder de aandacht te brengen.
Het werk is een initiatief van filosoof Nanda van Bodegraven, die het vrije denken meer een gezicht wilde geven. De tegels liggen op relevante plaatsen, bijvoorbeeld waar een filosoof gewoond heeft of waar de uitgever van een filosofisch werk gevestigd was. Het project werd gefinancierd door het Humanisme Fonds Amsterdam, een fonds onder beheer van het Humanistisch Verbond. De start van het project was begin 2016. De stoeptegels zijn geplaatst in november 2019.
De volgende tegels zijn terug te vinden:
| Omschrijving | Tekst | Afbeelding |
| --- | --- | ---------- |
| Stoeptegel voor Baruch Spinoza (1670) ligt op de hoek Nieuwendijk en Dirk van Hasseltssteeg daar waar uitgeverij Jan Rieuwertsz. gevestigd was, uitgever van het Theologisch-Politiek Tractaat van Spinoza.                                                                         | "Ons is nu het zeldzame geluk ten deel gevallen dat wij leven in een staat waarin niets als kostbaarder en dierbaarder wordt beschouwd dan de vrijheid."                             |            |
| Stoeptegel voor Thomas Hobbes; een verwijzing naar zijn boek Leviathan (1651) dat uitgegeven werd in de Molsteeg. | "Het leven in de natuurtoestand is eenzaam, armoedig, afstotelijk, bruut, kort." |            |
| Stoeptegel voor Jan Amos Comenius (1657); de tegel ligt bij het Huis met de Hoofden. | "De school die geheel aan haar doelstelling beantwoordt, is een werkplaats van humaniteit; ze verlicht het verstand van de leerlingen door de schittering van kennis."               |            |
| Stoeptegel voor René Descartes (1637); de tegel ligt op de Westermarkt. | "Ik denk, dus ik ben. Terwijl ik wilde menen dat alles onwaar is, besefte ik dat het noodzakelijk waar is dat ik, die dat dacht, iets ben."                                          |            |
| Stoeptegel voor Lodewijk Meijer, directeur van de stadsschouwburg aan de Keizersgracht 384, (1666) uit zijn Filosofie de uitlegger van de H Schrift. | "Onder filosofie verstaan wij niet de gissingen van anderen, maar de ware en zekere kennis over de natuur der dingen die de rede vrij van alle belemmerende vooroordelen ons leert". |            |
| Stoeptegel voor Franciscus van den Enden (1665); werkend aan de Latijnse School te Amsterdam, vermoedelijk gevestigd aan Singel 267. | "Niemand kan ontkennen dat het geheel groter is dan een deel. Ook de wijsheid of kennis van een heel volk is groter dan de kennis van weinigen van dat volk."                        |            |
| Stoeptegel voor Adriaen Koerbagh (1668); kreeg te maken met onvrijheid; voor zijn vrijzinnige gedachten werd hij gestraft door het moeten raspen van hout tot een kleurstof in het Rasphuis aan de Heiligeweg; hij hield dat een jaar vol, hij overleed aan de zware werkzaamheden. | "Het draagt totaal niets bij tot de waarheid omtrent een zaak, indien men zegt “ik kan het niet begrijpen maar ik geloof het”; dat zijn betekenisloze woorden".                      |            |
| Stoeptegel voor René Descartes (1641) ligt aan Nes 45. | "Er staan zeker grote dingen te wachten, als ik maar iets heel kleins kan vinden dat zeker en onwrikbaar is".                                                                        |            |
| Stoeptegel voor John Locke (1689) Engelse filosoof die naar Nederland vluchtte. Zijn tegel wijst zijn vermoedelijke adres aan de Damstraat/Halsteeg; zijn tegel ligt op de Varkenssluis.                                                                                            | "Elk mens heeft bezit in zijn eigen persoon. Daarop heeft niemand ander dan hijzelf enig recht".                                                                                     |            |
| Stoeptegel voor Baruch Spinoza (1677), een tweede citaat ligt op het Waterlooplein nabij de Mozes en Aäronkerk. | "Men moet menselijke handelingen niet bespotten, niet betreuren, niet veroordelen, maar begrijpen."                                                                                  |            |